# Inventario relascopico con tavole di popolamento
L’inventario relascopico con tavole di popolamento è un inventario relascopico che può costituire un'efficace alternativa al rilevamento semplificato. Al fine della cubatura (volume intero, comprensivo del cimale sia per conifere, sia per le latifoglie) è sufficiente effettuare la prova relascopica angolare e misurare l'altezza di un numero minimo delle piante contate più alte. In tal caso l'operazione può essere addirittura svolta da un solo operatore. Se invece si rileva anche un prefissato numero di diametri (vedi IRS) dovranno operare due tecnici; ciò ovviamente consente di ottenere la dimensione della pianta media del popolamento.